# Xylophloeus darjeelingensis
Xylophloeus darjeelingensis là một loài bọ cánh cứng trong họ Laemophloeidae. Loài này được Mukhopadhyay & Sen Gupta miêu tả khoa học năm 1978.